# Mosaik – Das Magazin für die ältere Generation
Mosaik – Das Magazin für die ältere Generation war eine Fernsehserie, die von 1969 bis 1991 im ZDF ausgestrahlt wurde.

## Inhalt und Geschichte
Die Zielgruppe der Sendung ergab sich klar aus dem Titel. Weit weniger fokussiert war die Themenvielfalt von „Mosaik“. Sie umfasste sowohl die „Gymnastikübung der Woche, Stick- und Knüpfarbeiten, Kräutergärtchen, Seniorenausflüge, Spar- und Verbrauchertipps, Geschichtliches, Porträts älterer Menschen, die auf ein ereignisreiches Leben zurückblicken, und Talks mit prominenten Studiogästen.“ Die Sendungen liefen zunächst nur eine halbe Stunde am Mittwoch im Vorabendprogramm, in den 1970er-Jahren dann am Dienstagnachmittag. Im Herbst 1984 wurde die Sendung auf 45 Minuten verlängert und lief nun am Sonntagvormittag.

## Leitung und Moderation
- 1969–1975 Erika Engelbrecht
- 1975–1991 Ingeborg Thomé

1991 übernahm Thomas Bellut die Leitung und ersetzte die Sendung nach mehr als 2000 Folgen und trotz der großen Resonanz des Zielpublikums durch FM – Das Familienmagazin.